# 里布尼茨-达姆加滕
里布尼茨-达姆加滕（德語：Ribnitz-Damgarten，發音：[ˈʁɪpnɪts ˈdamɡaʁtn̩] ⓘ）是德国梅克伦堡-前波美拉尼亚州前波美拉尼亚-吕根县的城市，面积122.83平方千米，2023年12月31日人口为15,729人。